# THE ALFEE SINGLE HISTORY VOL.VI 2002-2008
『THE ALFEE SINGLE HISTORY VOL.VI 2002-2008』（ジ・アルフィー・シングル・ヒストリー・ヴォリューム・シックス 2002-2008）は、2009年3月4日発売、THE ALFEE24枚目のベスト・アルバム。

## 概要
『SINGLE HISTORY』シリーズとしては、1995年発売の「VOL.IV」以来14年振り。
「THE ALFEE SINGLE HISTORY VOL.V 1996-2001」と同日発売。
2002年から2008年に発売された全シングルと、THE ALFEEが通った明治学院大学校歌のカヴァーに加え、初心者向けに1980年代のヒットシングル2作を収録。
前作「VOL.IV」同様、CDシングル移行後のシングル曲で構成されている関係で、シングル収録曲が全収録される構成にはなっていない（1992年以降の各CDシングルは表題曲のInstrumental Versionを収録しているが、前作「VOL.IV」同様、本作も収録していない）。
THE ALFEE名義のシングル・アルバムに収録されていない音源も今回収録された為、ポニーキャニオン在籍時発売された従前4作とは完全に異質。
初回生産分のみ、CD判大の本作収録のシングルCD・ジャケット・カードが付属された。

## 収録曲

### Disc 1
1. 太陽は沈まない
2. Chaosの世界
3. タンポポの詩
4. SWINGING GENERATION 2003
『AGES』収録曲の再録ヴァージョン。
5. 希望の橋
6. 夜明けの星を目指して
7. 希望の鐘が鳴る朝に 〜2004 Mix Version
46枚目表題曲のREMIX。
8. 100億のLove Story
9. ZeRoになれ!
10. 悲しみが消える時'05
『DNA Communication』収録曲の再録ヴァージョン。

### Disc 2
1. Innocent Love
2. ONE
3. Dear My Life
4. Dear My Life 〜Acoustic Guitar Instrumental〜
表題曲のアコースティック・ギター・インスト。
5. 夢よ急げ 〜Acoustic Guitar Instrumental〜
『ALFEE』収録曲のアコースティック・ギター・インスト。
6. Dear My Life 〜Original Instrumental with Electric Guitar Melody〜
7. Lifetime Love
8. Wonderful Days
9. Going My Way [Live]
『Going My Way』収録曲のライヴ・ヴァージョン。
10. Happy Christmas Time [Live]
11. 聖夜 -二人のSilent Night [Live]
『U.K. Breakfast』収録曲のライヴ・ヴァージョン。
12. 明治学院校歌
13. 倖せのかたち 〜Send My Heart〜 (Premium Version)
44枚目表題曲のREMIX。
14. 星空のディスタンス (For Beginners)
『THE ALFEE 30th ANNIVERSARY HIT SINGLE COLLECTION 37』収録ヴァージョン。
15. 恋人達のペイヴメント (For Beginners)
『THE ALFEE 30th ANNIVERSARY HIT SINGLE COLLECTION 37』収録ヴァージョン。